# Arens de Lledó
Arens de Lledó (em catalão: Arenys de Lledó e em aragonês: Arens de Ledón) é um município da Espanha na província de Teruel, comunidade autónoma de Aragão. Tem 34,15 km² de área e em 2021 tinha 221 habitantes (densidade: 6,5 hab./km²).

## Demografia
| Variação demográfica do município entre 1991 e 2004 | Variação demográfica do município entre 1991 e 2004 | Variação demográfica do município entre 1991 e 2004 | Variação demográfica do município entre 1991 e 2004 |
| --------------------------------------------------- | --------------------------------------------------- | --------------------------------------------------- | --------------------------------------------------- |
| 1991                                                | 1996                                                | 2001                                                | 2004                                                |
| 272                                                 | 243                                                 | 232                                                 | 226                                                 |